# 김기환 (축구 선수)
김기환(2000년 1월 1일 ~ )은 대한민국의 축구 선수로, 포지션은 레프트백이다. 현재 K리그1 강원 FC 소속이다.